# Дельта Дніпра (водно-болотне угіддя)
Дельта Дніпра — водно-болотне угіддя міжнародного значення офіційно визнане Рамсарською конвенцією у 1995 році. Це угіддя є дельтою Дніпра завдовжки 47 км, площею 26000 га, яка з'єднується з Чорним морем через Дніпровсько-Бузький лиман та розташоване на території Олешківського та Голопристанського районів Херсонської області. Дельта представлена великою кількістю річкових рукавів, боліт, заплавних лісів, піщаних кучугур та комплексів озер. Вона відрізняється виключним біорізноманіттям та є місцем мешкання та розмноження рідкісних тварин (близько 70 видів), зростання рідкісних рослин і грибів (близько 30 видів) та локалізації типових і рідкісних рослинних комплексів (близько 19).

## Флоратафауна
Флора та фауна угіддя є надзвичайно різноманітною та містить велику кількість цінних видів, багато з яких занесені до Червоно книги. Зокрема серед представників флори можна виділити такі цінні види як: золотобородник цикадовий (Chrysopogon gryllus), альдрованда пухирчаста (Aldrovanda vesiculosa), плавун щитолистий (Nymphoides peltata), коручка болотна (Epipactis palustris), зозулинець болотний (Orchis palustris), сальвінія плаваюча (Salvinia natans), водяний горіх плаваючий (Trapa natans s. l.), усі з яких входять до Червоної книги України.
Серед представників фауни трапляються такі: ссавці — борсук звичайний (Meles meles), полівка звичайна (Microtus arvalis), свиня дика (Sus scrofa), кріт європейський (Talpa europaea), лисиця звичайна (Vulpes vulpes); плазуни — черепаха болотна (Emys orbicularis), вуж звичайний (Natrix natrix); земноводні — ропуха зелена (Bufo viridis), жаба їстівна (Rana esculenta) та жаба озерна (R. ridibunda). Занесено до Червоної книги України — ховрах крапчастий (Citellus suslicus), норка європейська (Mustela lutreola), видра річкова (Lutra lutra), стерлядь (Acipenser ruthenus), марена дніпровська (Barbus barbus borysthenicus), шемая дунайська (Chalcalburnus chalcoides mento), білуга чорноморська (Huso huso ponticus), умбра (Umbra kramer), молюск турикаспія лінкта (Turricaspia lincta).
Окрім цього тут гніздиться під час міграції велика кількість птахів, зокрема тут гніздиться 2,5-4,5 % європейської популяції білої чаплі (Egretta alba). Серед видів з Червоної книги України: орлан-білохвіст (Haliaeetus albicilla), коровайка (Plegadis falcinellus), чапля жовта (Ardeola ralloides), чернь білоока (Aythya nyroca) та гоголь (Bucephala clangula). Під час сезонних міграцій трапляються савка (Oxyura leucocephala), крохаль середній (Mergus serrator).

## Охорона та господарська діяльність
На території угіддя переважають такі види діяльності: полювання, рибництво, рибальство, випасання худоби, сінокосіння, рекреація, видобуток піску, водні перевезення та туризм. Тут існує велика кількість товариств рибалок і мисливців. Угіддя Дельта Дніпра не входить у межі територій та об'єктів природно-заповідного фонду, що мають спеціальні адміністрації, проте у майбутньому воно повинне стати частиною національного природного парку «Нижньодніпровський», який планують створити на території Бериславського, Білозерського, Голопристанського, Олешківського районів і Новокаховської та Херсонської міських рад Херсонської області.